# Feked
Feked es un pueblo ubicado en el distrito de Mohács, en el condado de Baranya, Hungría.

## Superficie
Posee una superficie de 19,33 kilómetros cuadrados.

## Demografía
Hasta 2019 la población era de 194 habitantes, con una densidad de población de 10,04 habitantes por kilómetro cuadrado.